# مرده یا زنده ۴
مرده یا زنده ۴ (به ژاپنی: デッドオアアライブ4 Deddo Oa Araibu Fō) یک بازی ویدئویی در سبک مبارزه‌ای است که توسط استودیو تیم نینجا ساخته شده و به‌وسیله تکمو در سال ۲۰۰۵ به‌طور انحصاری برای کنسول ایکس‌باکس ۳۶۰ منتشر شده‌است. این بازی چهارمین قسمت اصلی از مجموعه بازی‌های مرده یا زنده به‌شمار می‌رود.
بعدها بازی‌های مرده یا زنده: ابعاد (۲۰۱۱) و مرده یا زنده ۵ (۲۰۱۲) در دنبالهٔ آن منتشر شدند.